# Route magistrale 24 (Serbie)
Pour les articles homonymes, voir M24 et Route 24.
La Route Magistrale 24 (en serbe : Државни пут ІВ реда број 24, Državni put IB reda broj 24 ; Магистрала број 24, Magistrala broj 24) est une route nationale de Serbie qui relie entre elles la ville de Batočina passant par Kragujevac jusqu'à la ville de Kraljevo.
À ce jour, la Route Magistrale 24 comporte environ 22,5 km de section autoroutière (Voie Rapide en 2 x 2 voies) entre le carrefour giratoire Lapovo et Kragujevac même. La dernière section qui reste à construire en 2 x 2 voies est celle entre l'autoroute A1 et le carrefour giratoire Lapovo. L'élargissement de la gare de péage "Batočina" de l'autoroute A1 est également prévu.

## Description du tracé

### Voie Rapide 24; DeBatočina(Autoroute A1) àKragujevac
| Voie Rapide 24 Batočina (Autoroute A1) - Kragujevac Autoroute vers Kragujevac ; Voie Rapide vers Kragujevac |               | |                                                   |      |
| Sorties | Dénominations | Connexions | Destinations                                      | BK   |
| panneau sortie · panneau sortie2                                                                            | Batočina      | E75 | Autoroute A1 : Belgrade, Niš                      | 0,0  |
| ( carrefour giratoire en construction)                                                                      | Lapovo        | 158 | Brzan, Jagodina, Lapovo, Velika Plana             | 0,4  |
| panneau rond-point                                                                                          | Batočina      | Rue du Roi Pierre Ier (en serbe : Ulica Kralja Petra I)                                                                                   | Kijevo, Dobrovodica, Batočina, Nikšić             | 5,0  |
| panneau sortie · panneau sortie                                                                             | Gradac        | | Gradac                                            | 7,6  |
| panneau rond-point                                                                                          | Žirovnica     | | Badnjevac, Milatovac, Prnjavor, Nikšić, Žirovnica | 11,0 |
| panneau sortie · panneau sortie                                                                             | Prnjavor      | | Prnjavor, Nikšić, Milatovac                       | 15,0 |
| 2 | Cvetojevac    | | Cvetojevac, Botunje, Korman                       | 17,0 |
| panneau rond-point                                                                                          | Kragujevac    | Boulevard de la Lepenica (en serbe : Lepenički bulevar), ( Rue des frères Nikolić (en serbe : Ulica Braće Nikolić), Rocade de Kragujevac) | Kragujevac                                        | 23,0 |

### Route Magistrale 24; DeKragujevacàKraljevo
| Route Magistrale 24 Kragujevac - Kraljevo |               |            |                              |      |
|                                           | Dénominations | Connexions | Destinations                 | BK   |
| panneau bifurcations                      | Kragujevac    | 183        | Kragujevac, Rekovac          | 24,0 |
|                                           | Kragujevac    |            | Kragujevac, Topola           | 26,0 |
|                                           | Kragujevac    | 177        | Kragujevac, Gornji Milanovac | 28,0 |
|                                           | Ravni Gaj     |            | Knić                         | 43,0 |
|                                           | Vitanovac     | 187        | Vitanovac, Trstenik          | 69,0 |
| (en construction)                         | Vrba          | E761       | Kraljevo, Trstenik           | 72,0 |
|                                           | Kraljevo      | E761       | Kraljevo, Trstenik           | 75,0 |

## Galerie d'images

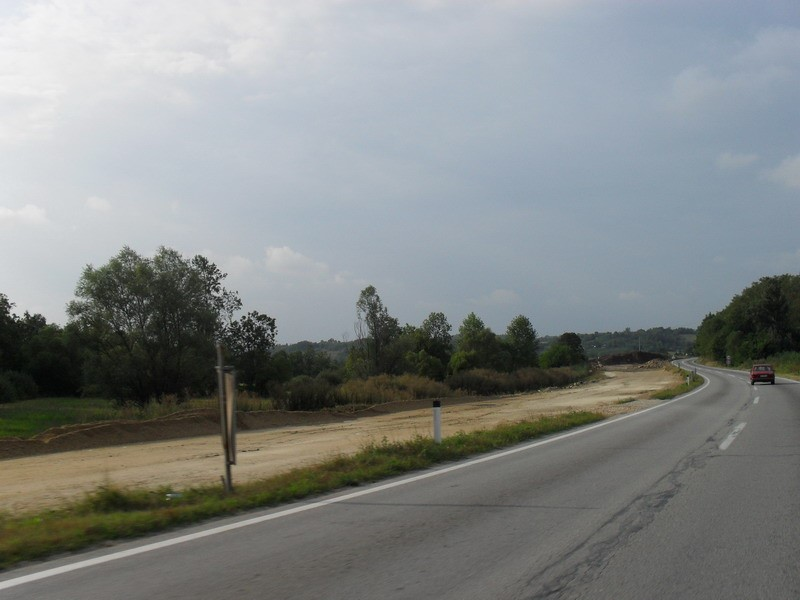
La Route Magistrale 24 (Voie Rapide 24) en construction près de Batočina (août 2008).
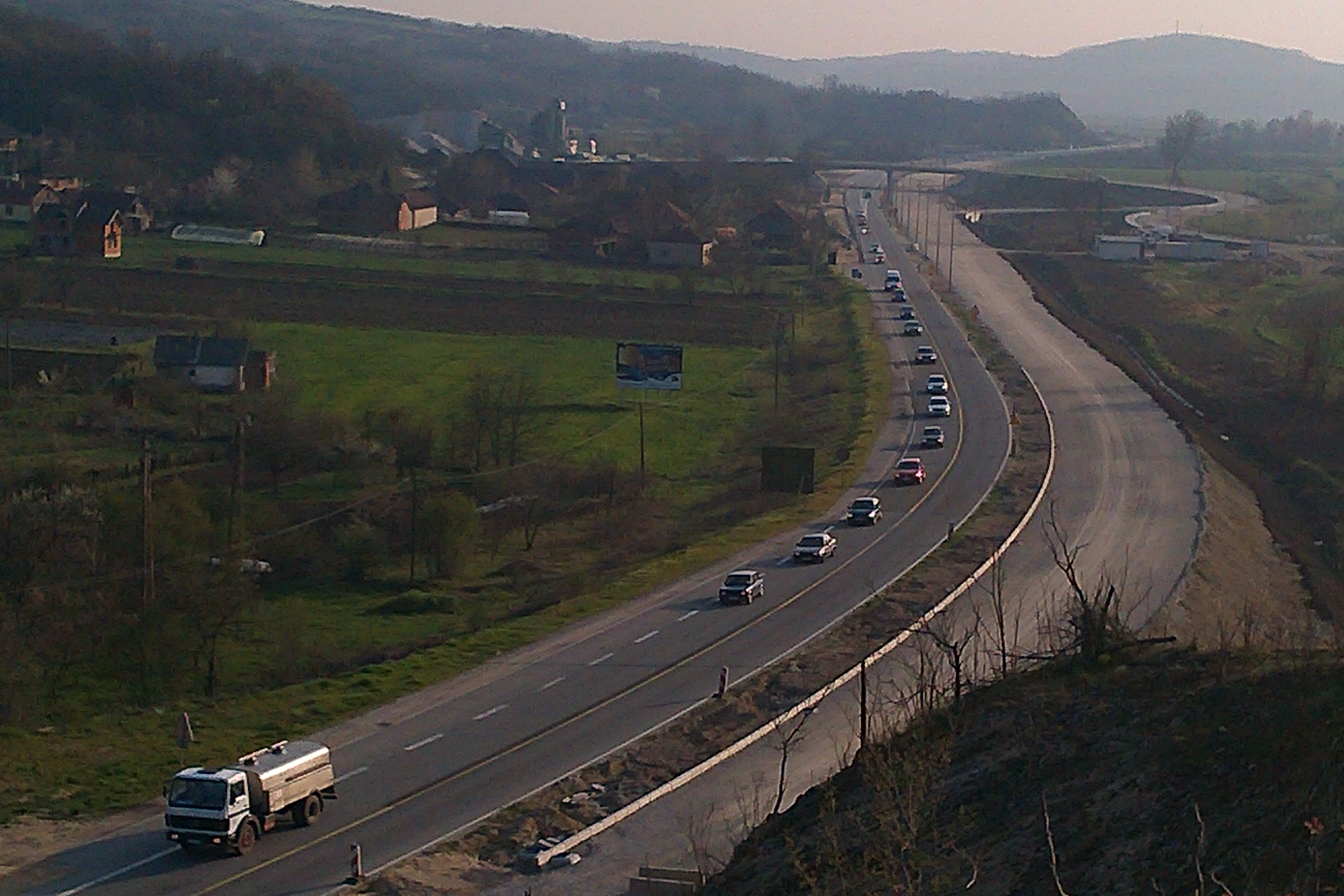
La Route Magistrale 24 (Voie Rapide 24) en construction prévue en 2 x 2 voies près de la  Gradac (mars 2014).
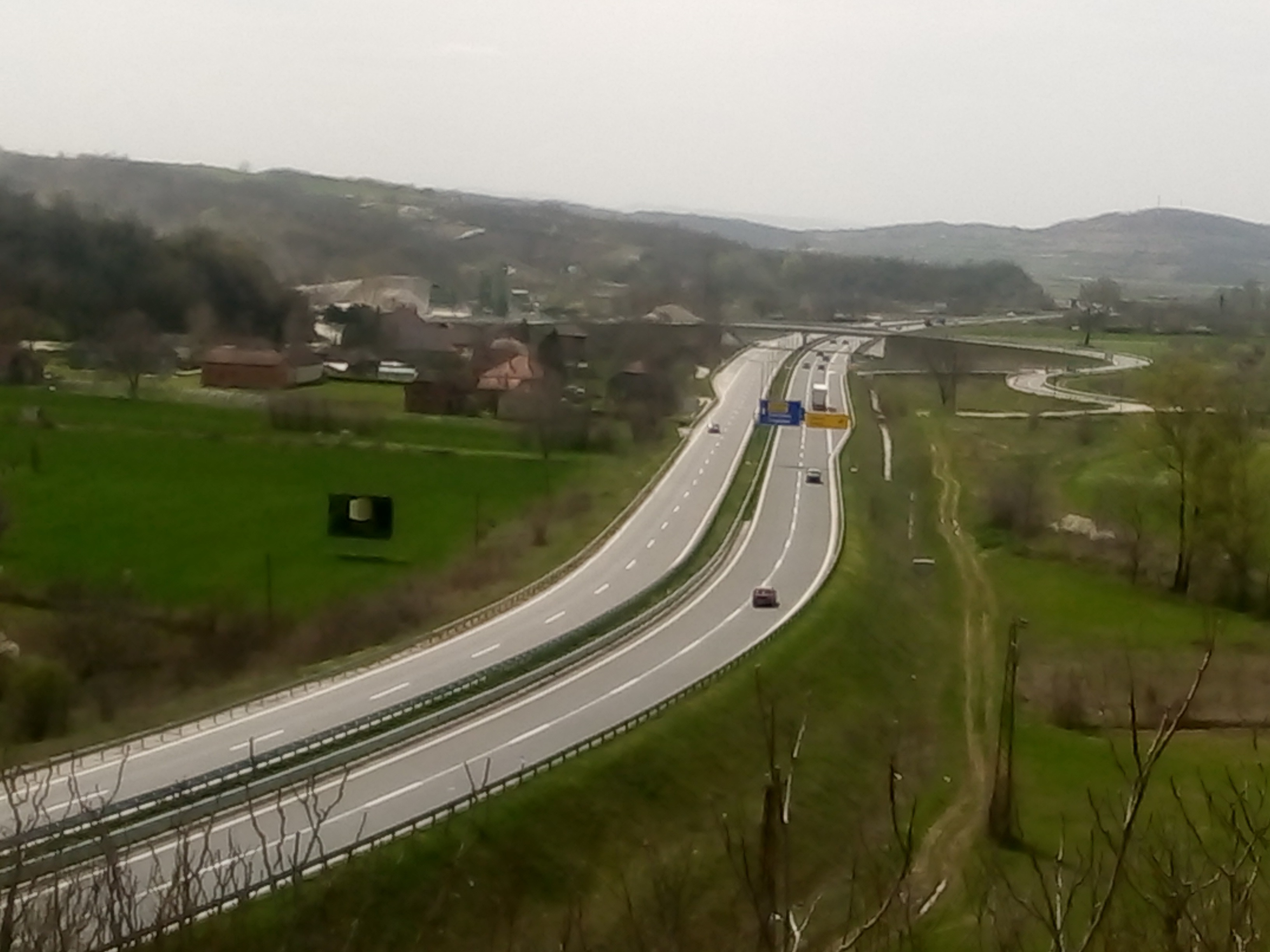
La Route Magistrale 24 (Voie Rapide 24) avec 2 x 2 voies près de la  Gradac (avril 2018).